# 小行星2546
小行星2546（2546 Libitina）是一颗围绕太阳公转的小行星。1950年3月23日，歐內斯特·倫納德·詹森在约翰内斯堡发现了此天体。
該小行星以羅馬神話的喪葬女神利比蒂娜命名。
这颗小行星的绝对星等为234.909518256318等。